# Jacques Le Groignec
Jacques Le Groignec est un officier général de l'Armée de l'air française, né le 12 octobre 1918 à Nouméa et mort le 22 janvier 2009 dans le 16ème arrondissement de Paris.

## Biographie
Entré à l'École de l'air en 1937 après des classes préparatoires au Prytanée national militaire, il participe à tous les conflits majeurs dans lesquels la France est engagée à partir de 1939. Fidèle au maréchal Pétain, il combat en Syrie contre les Britanniques. Mais, après le débarquement anglo-américain en Afrique du Nord, l'Armée Française d'Afrique du Nord rejoint les Alliés, et Jacques Le Groignec intègre les forces aériennes. À la fin de la guerre, il commande une escadrille de Spitfire au sein d'un groupe de chasse issu de l'armée d'Afrique au sein de la 9ème armée Air Force U.S., pour les débarquements en Corse (septembre 1943), Italie et Provence au mois de mars 1945, lorsque le front est à Stuttgart. Il a été cité six fois dans ses combats contre la Luftwaffe, pour faits d'armes, notamment le 18 juin 1940.
Commandant d'escadrille, puis d'escadron et d'escadre de chasse, il poursuit, à la sortie de l'École de guerre, une carrière opérationnelle. Après avoir participé à la guerre d'Indochine, à la guerre d'Algérie, et à la crise du canal de Suez, il a dirigé pendant trois ans les études du Centre des hautes études militaires (CHEM), puis est nommé, en 1970, général de corps aérien et membre du Conseil supérieur de l'air. Il achève sa carrière active en 1974, au poste de commandant de la Défense aérienne.
D'octobre 2000 à son décès, il fut président de l'Association pour défendre la mémoire du maréchal Pétain (ADMP). Il était également proche de l'Action française.

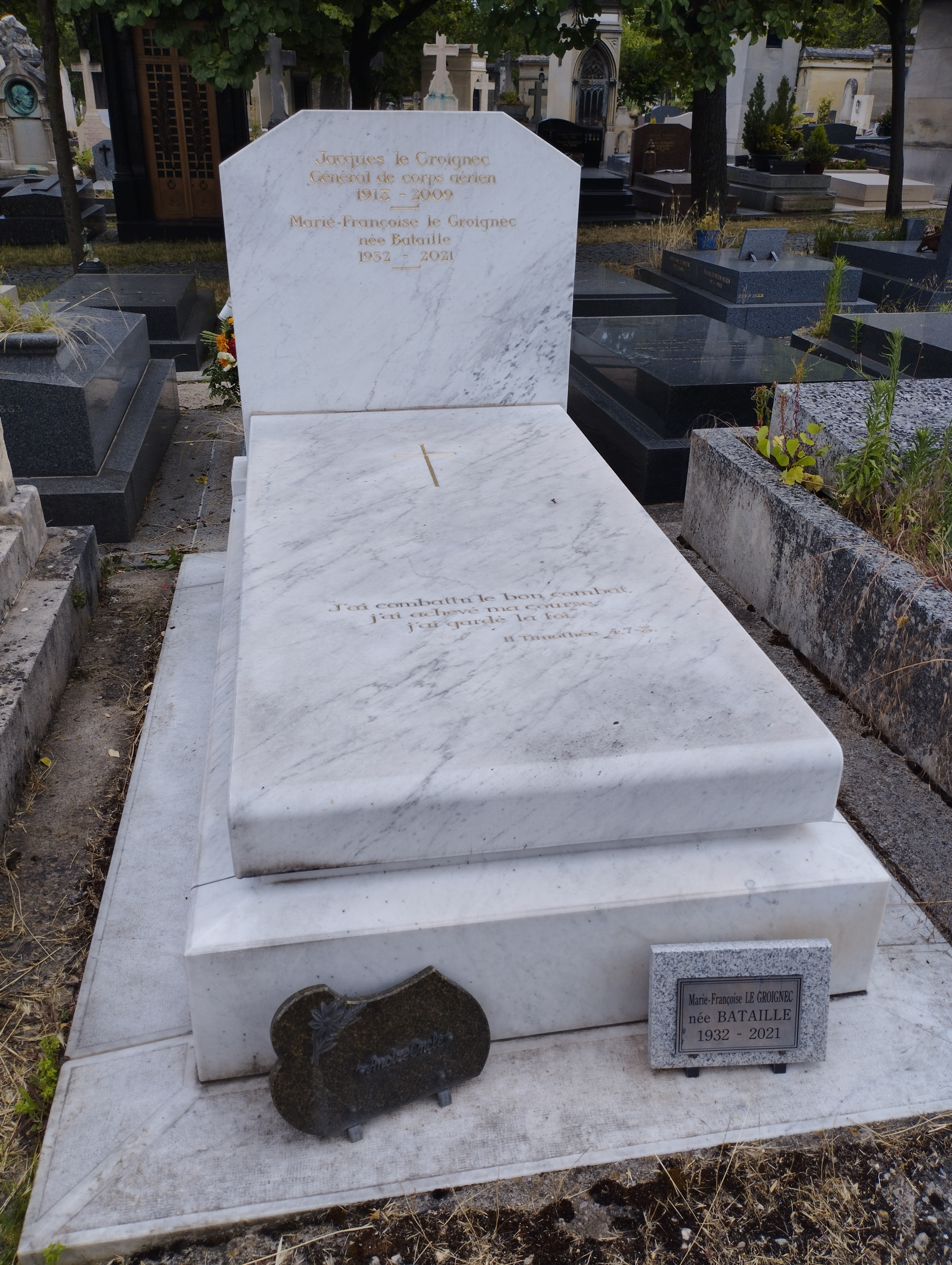
Tombe de Jacques Le Groignec au cimetière du Montparnasse (division 8).

Il est inhumé au cimetière du Montparnasse (division 8).

## Publications
- Entre ciel et terre, France 39-40 - Syrie 41 - Allemagne 44-45 - Indochine - Suez - Algérie (1988)
- Pétain – Gloire et sacrifice (1991)
- Le Maréchal et la France (1er février 1994)
- Pétain et les Américains (1995)
- Pétain et les Allemands (1997)
- Pétain et de Gaulle (1998)
- Pétain face à l’histoire (2000)
- Jean Mermoz, l'archange (2002)
- L'Étoile jaune  – La double ignominie (1er mars 2003)
- Réplique à l'amiral de Gaulle (avec Henri-Christian Giraud, Georges Hirtz, Jean-Robert Gorce, 2004)
- Philippique contre des Mémoires gaulliens (2004)
- Réplique aux diffamateurs de la France 1940-1945 (Nouvelles éditions latines, 2006)

## Distinctions

### Décorations
- Commandeur de la Légion d'honneur
- Croix de guerre 1939–1945
- Médaille de l'Aéronautique
- Air Medal  (Etats-Unis)

### Prix
- Prix des intellectuels indépendants 1991.[Information douteuse]